# NGC 794
NGC 794 este o galaxie lenticulară situată în constelația Berbecul. A fost descoperită în 15 octombrie 1784 de către William Herschel.